# Wereldkampioenschappen shorttrack 2014
De wereldkampioenschappen shorttrack 2014 werden van 14 tot en met 16 maart 2014 gehouden in het Canadese Montreal.
Er waren in het totaal tien wereldtitels te vergeven. Voor zowel de mannen als de vrouwen ging het om de 500 meter, de 1000 meter, de 1500 meter, het allroundklassement, en de aflossing.

## Medailles

### Mannen
| Onderdeel         | Goud                                                                      | Goud                                                                      | Zilver                                                       | Zilver                                                       | Brons                                                                        | Brons                                                                        |
| ----------------- | ------------------------------------------------------------------------- | ------------------------------------------------------------------------- | ------------------------------------------------------------ | ------------------------------------------------------------ | ---------------------------------------------------------------------------- | ---------------------------------------------------------------------------- |
| 500m              | Wu Dajing                                                                 | CHN                                                                       | John Robert Celski                                           | USA                                                          | Charles Hamelin                                                              | CAN                                                                          |
| 1000m             | Viktor An                                                                 | RUS                                                                       | Sjinkie Knegt                                                | NED                                                          | Park Se-yeong                                                                | KOR                                                                          |
| 1500m             | Charles Hamelin                                                           | CAN                                                                       | Han Tianyu                                                   | CHN                                                          | Park Se-yeong                                                                | KOR                                                                          |
| 3000m superfinale | John Robert Celski                                                        | USA                                                                       | Shi Jingnan                                                  | CHN                                                          | Viktor An                                                                    | RUS                                                                          |
| Klassement        | Viktor An                                                                 | RUS                                                                       | John Robert Celski                                           | USA                                                          | Charles Hamelin                                                              | CAN                                                                          |
| Aflossing         | Nederland Daan Breeuwsma Niels Kerstholt Sjinkie Knegt Freek van der Wart | Nederland Daan Breeuwsma Niels Kerstholt Sjinkie Knegt Freek van der Wart | Zuid-Korea Kim Yun-jae Lee Han-bin Park Se-yeong Sin Da-woon | Zuid-Korea Kim Yun-jae Lee Han-bin Park Se-yeong Sin Da-woon | Verenigd Koninkrijk Jon Eley Richard Shoebridge Paul Stanley Jack Whelbourne | Verenigd Koninkrijk Jon Eley Richard Shoebridge Paul Stanley Jack Whelbourne |

### Vrouwen
| Onderdeel         | Goud                                            | Goud                                            | Zilver                                                                 | Zilver                                                                 | Brons                                                             | Brons                                                             |
| ----------------- | ----------------------------------------------- | ----------------------------------------------- | ---------------------------------------------------------------------- | ---------------------------------------------------------------------- | ----------------------------------------------------------------- | ----------------------------------------------------------------- |
| 500m              | Park Seung-hi                                   | KOR                                             | Elise Christie                                                         | GBR                                                                    | Fan Kexin                                                         | CHN                                                               |
| 1000m             | Shim Suk-hee                                    | KOR                                             | Park Seung-hi                                                          | KOR                                                                    | Valérie Maltais                                                   | CAN                                                               |
| 1500m             | Shim Suk-hee                                    | KOR                                             | Kim A-lang                                                             | KOR                                                                    | Park Seung-hi                                                     | KOR                                                               |
| 3000m superfinale | Shim Suk-hee                                    | KOR                                             | Jessica Smith                                                          | USA                                                                    | Valérie Maltais                                                   | CAN                                                               |
| Klassement        | Shim Suk-hee                                    | KOR                                             | Park Seung-hi                                                          | KOR                                                                    | Valérie Maltais                                                   | CAN                                                               |
| Aflossing         | China Fan Kexin Han Yutong Kong Xue Liu Qiuhong | China Fan Kexin Han Yutong Kong Xue Liu Qiuhong | Canada Jessica Gregg Jessica Hewitt Valérie Maltais Marianne St-Gelais | Canada Jessica Gregg Jessica Hewitt Valérie Maltais Marianne St-Gelais | Italië Arianna Fontana Cecilia Maffei Lucia Peretti Elena Viviani | Italië Arianna Fontana Cecilia Maffei Lucia Peretti Elena Viviani |

### Medailleklassement
| Plaats | Land                | Goud | Zilver | Brons | Totaal |
| 1      | Zuid-Korea          | 4    | 4      | 3     | 11     |
| 2      | China               | 2    | 1      | 1     | 4      |
| 3      | Rusland             | 2    | 0      | 0     | 2      |
| 4      | Canada              | 1    | 1      | 4     | 6      |
| 5      | Nederland           | 1    | 1      | 0     | 2      |
| 6      | Verenigde Staten    | 0    | 2      | 0     | 2      |
| 7      | Verenigd Koninkrijk | 0    | 1      | 1     | 2      |
| 8      | Italië              | 0    | 0      | 1     | 1      |
| Totaal | Totaal              | 10   | 10     | 10    | 30     |

## Eindklassementen

### Mannen
| #      | Schaatser          | Land             | Punten |
| ------ | ------------------ | ---------------- | ------ |
| Goud   | Viktor An          | Rusland          | 63     |
| Zilver | John Robert Celski | Verenigde Staten | 55     |
| Brons  | Charles Hamelin    | Canada           | 48     |
| 4      | Wu Dajing          | China            | 42     |
| 5      | Park Se-yeong      | Zuid-Korea       | 34     |
| 6      | Han Tianyu         | China            | 34     |
| 7      | Shi Jingnan        | China            | 31     |
| 8      | Sjinkie Knegt      | Nederland        | 23     |
| 9      | Lee Han-bin        | Zuid-Korea       | 3      |
| 10     | Sin Da-woon        | Zuid-Korea       | 2      |

### Vrouwen
| #      | Schaatser          | Land                | Punten |
| ------ | ------------------ | ------------------- | ------ |
| Goud   | Shim Suk-hee       | Zuid-Korea          | 102    |
| Zilver | Park Seung-hi      | Zuid-Korea          | 73     |
| Brons  | Valérie Maltais    | Canada              | 39     |
| 4      | Elise Christie     | Verenigd Koninkrijk | 36     |
| 5      | Jessica Kooreman   | Verenigde Staten    | 24     |
| 6      | Kim A-lang         | Zuid-Korea          | 24     |
| 7      | Jorien ter Mors    | Nederland           | 16     |
| 8      | Fan Kexin          | China               | 16     |
| 9      | Arianna Fontana    | Italië              |        |
| 10     | Marianne St-Gelais | Canada              |        |